# An Hyok-il
An Hyok-il (10 gennaio 1991) è un calciatore nordcoreano, centrocampista del Pyongyang City.

## Carriera

### Nazionale
Ha debuttato in nazionale il 13 agosto 2008, in Birmania-Corea del Nord (0-4).